# Aenictoxenides mirabilis
Aenictoxenides mirabilis (лат.) — вид мирмекофильных жуков-стафилинид из подсемейства Aleocharinae, единственный в составе монотипического рода Aenictoxenides Maruyama, 2014. Эндемики Таиланда.

## Описание
Мелкого размера коротконадкрылые жуки-стафилины. Длина широко-овального плоского тела около 2 мм. Ноги короткие и широкие. Основная окраска красновато-коричневая. Усики укороченные, 7-члениковые. Формула лапок: 4-4-5. Обитают вместе с кочевыми муравьями вида Aenictus hodgsoni Forel, 1901 (род Aenictus).

## Систематика
Вид был впервые описан в 2014 году японским энтомологом М. Маруямой (Munetoshi Maruyama; The Kyushu University Museum, Higashi-ku, Fukuoka-shi, Fukuoka, Япония) по материалам из Национального парка Khao Yai National Park (Таиланд) и включён в состав трибы Pygostenini.
Род наиболее близок к роду Aenictoxenus  Seevers, 1953, особенно по признаку строения ротовых органов и груди, но отличается строением головы с задними головными углами, усиками из 7 члеников (у Aenictoxenus, усики 8-члениковые), субтрпециоидальным ментумом (у
Aenictoxenus, передний край округлённый), и тергитом X (он менее килевиден у переднего края на дорзальном виде; а у Aenictoxenus он глубоко окаймлён, глубже чем 1/2 длины тергиты X).